# Tennis ai XIX Giochi del Commonwealth - Doppio femminile
È stata la prima edizione del torneo di tennis ai giochi del Commonwealth, la finale tutta australiana è stata vinta da Anastasia Rodionova e Sally Peers che hanno sconfitto le connazionali Olivia Rogowska e Jessica Moore col punteggio di 6-3, 2-6, 6-3. La medaglia di bronzo è stata conquistata dalle indiane Sania Mirza e Rushmi Chakravarthi che hanno vinto la finalina per il terzo posto.

## Teste di serie
1. Anastasia Rodionova /  Sally Peers (campionesse, oro)
2. Sarah Borwell /  Anna Smith (quarti di finale)

1. Olivia Rogowska /  Jessica Moore (finale, argento)
2. Sania Mirza /  Rushmi Chakravarthi (semifinale, bronzo)

## Tabellone

### Legenda
| - Q = Qualificato - WC = Wild card - LL = Lucky loser | - ALT = Alternate - SE = Special Exempt - PR = Protected Ranking | - w/o = Walkover - r = Ritirato - d = Squalificato |

### Fase finale
|  | Semifinali | Semifinali                             | Semifinali                      | Semifinali | Semifinali |  |  | Finale medaglia d'oro | Finale medaglia d'oro                  | Finale medaglia d'oro                  | Finale medaglia d'oro | Finale medaglia d'oro |  |
|  |            |                                        |                                 |            |            |  |  |                       |                                        |                                        |                       |                       |  |
|  | 1          | Anastasia Rodionova Sally Peers        | Anastasia Rodionova Sally Peers | 6          | 6          |  |  |                       |                                        |                                        |                       |                       |  |
|  | 4          | Sania Mirza Rushmi Chakravarthi        | Sania Mirza Rushmi Chakravarthi | 4          | 4          |  |  | 1                     | Anastasia Rodionova Sally Peers        | 6                                      | 2                     | 6                     |  |
|  | 3          | Olivia Rogowska Jessica Moore          | 5                               | 6          | 7          |  |  | 3                     | Olivia Rogowska Jessica Moore          | 3                                      | 6                     | 3                     |  |
|  |            | Nirupama Sanjeev Poojashree Venkatesha | 7                               | 3          | 5          |  |  |                       |                                        |                                        |                       |                       |  |
|  |            |                                        |                                 |            |            |  |  |                       |                                        |                                        |                       |                       |  |
|  |            |                                        |                                 |            |            |  |  | Finale 3º posto       |                                        |                                        |                       |                       |  |
|  |            |                                        |                                 |            |            |  |  |                       |                                        |                                        |                       |                       |  |
|  |            |                                        |                                 |            |            |  |  | 4                     | Sania Mirza Rushmi Chakravarthi        | Sania Mirza Rushmi Chakravarthi        | 6                     | 6                     |  |
|  |            |                                        |                                 |            |            |  |  |                       | Nirupama Sanjeev Poojashree Venkatesha | Nirupama Sanjeev Poojashree Venkatesha | 4                     | 2                     |  |

### Parte alta
|  | Primo turno | Primo turno          | Primo turno          | Primo turno | Primo turno |  |  | Quarti di finale | Quarti di finale       | Quarti di finale       | Quarti di finale       | Quarti di finale       |   |   | Semifinale | Semifinale          | Semifinale          | Semifinale | Semifinale |  |
|  |             |                      |                      |             |             |  |  |                  |                        |                        |                        |                        |   |   |            |                     |                     |            |            |  |
|  |             |                      |                      |             |             |  |  | 1                | A Rodionova S Peers    | A Rodionova S Peers    | 6                      | 6                      |   |   |            |                     |                     |            |            |  |
|  |             | T Keeba M Keebwa     | T Keeba M Keebwa     | 1           | 0           |  |  |                  | N Fountain L Russell   | N Fountain L Russell   | 2                      | 4                      |   |   |            |                     |                     |            |            |  |
|  |             | N Fountain L Russell | N Fountain L Russell | 6           | 6           |  |  |                  |                        |                        |                        |                        |   |   | 1          | A Rodionova S Peers | A Rodionova S Peers | 6          | 6          |  |
|  |             |                      |                      |             |             |  |  |                  |                        | 4                      | S Mirza R Chakravarthi | S Mirza R Chakravarthi | 4 | 4 |            |                     |                     |            |            |  |
|  |             |                      |                      |             |             |  |  | 4                | S Mirza R Chakravarthi | S Mirza R Chakravarthi | 6                      | 7                      |   |   |            |                     |                     |            |            |  |
|  |             | M Brown J Rae        | M Brown J Rae        | 6           | 6           |  |  |                  | M Brown J Rae          | M Brown J Rae          | 1                      | 62                     |   |   |            |                     |                     |            |            |  |
|  |             | J Lambert T Lambert  | J Lambert T Lambert  | 2           | 1           |  |  |                  |                        |                        |                        |                        |   |   |            |                     |                     |            |            |  |

### Parte bassa
|  | Primo turno | Primo turno            | Primo turno            | Primo turno | Primo turno |  |  | Quarti di finale | Quarti di finale       | Quarti di finale       | Quarti di finale       | Quarti di finale |   |   | Semifinale | Semifinale         | Semifinale | Semifinale | Semifinale |  |
|  |             |                        |                        |             |             |  |  |                  |                        |                        |                        |                  |   |   |            |                    |            |            |            |  |
|  |             |                        |                        |             |             |  |  |                  | P Montlha N Nqosa      | P Montlha N Nqosa      | 0                      | 1                |   |   |            |                    |            |            |            |  |
|  |             |                        |                        |             |             |  |  | 3                | O Rogowska J Moore     | O Rogowska J Moore     | 6                      | 6                |   |   |            |                    |            |            |            |  |
|  |             |                        |                        |             |             |  |  |                  |                        |                        |                        |                  |   |   | 3          | O Rogowska J Moore | 5          | 6          | 7          |  |
|  |             | N Sanjeev P Venkatesha | N Sanjeev P Venkatesha | 6           | 6           |  |  |                  |                        |                        | N Sanjeev P Venkatesha | 7                | 3 | 5 |            |                    |            |            |            |  |
|  |             | M Solih I Mahir        | M Solih I Mahir        | 0           | 1           |  |  |                  | N Sanjeev P Venkatesha | N Sanjeev P Venkatesha | 7                      | 6                |   |   |            |                    |            |            |            |  |
|  |             |                        |                        |             |             |  |  | 2                | S Borwell A Smith      | S Borwell A Smith      | 5                      | 4                |   |   |            |                    |            |            |            |  |